# Denis Myšák
Denis Myšák (ur. 30 listopada 1995 r. w Bojnicach) – słowacki kajakarz, srebrny medalista igrzysk olimpijskich z Rio de Janeiro, mistrz świata i Europy.

## Igrzyska olimpijskie
Na igrzyskach zadebiutował w 2016 roku w Rio de Janeiro. W kajakowej czwórce na dystansie 1000 metrów zdobył srebrny medal. Osadę tworzyli również Erik Vlček, Juraj Tarr oraz Tibor Linka. W finale przegrali jedynie z Niemcami o 2,901 sekundy.